# ريكارد نورلينغ
ريكارد نورلينغ (بالسويدية: Rikard Norling)‏ (4 يونيو 1971 بستوكهولم في السويد - ) هو مدرب كرة قدم ولاعب كرة قدم سويدي في مركز الوسط. لعب مع نادي برومابويكارنا.

## وصلات خارجية
- ريكارد نورلينغ على موقع قاعدة بيانات كرة القدم.إي يو (الإنجليزية)
- ريكارد نورلينغ على موقع Soccerway.com (الإنجليزية)